# Augusta, Kansas
Augusta är en stad (city) i Butler County, i delstaten Kansas, USA. Enligt United States Census Bureau har staden en folkmängd på 9 265 invånare (2011) och en landarea på 11 km².